# Hypsiglena tanzeri
Espèce
Statut de conservation UICN

 DD  : Données insuffisantes
Hypsiglena tanzeri  est une espèce de serpents de la famille des Dipsadidae.

## Répartition

Répartition de Hypsiglena tanzeri

Cette espèce est endémique du Querétaro au Mexique,.

## Étymologie
Cette espèce est nommée en l'honneur d'Ernest Claude Tanzer.

## Publication originale
- Dixon & Lieb, 1972 : A new night snake from Mexico (Serpentes: Colubridae). Contributions to Science, no 222, p. 1-7.